# Селларс, Питер
Питер Селларс (англ. Peter Sellars, род. 27 сентября 1957 года, Питтсбург, штат Пенсильвания, США) — американский театральный и оперный режиссёр, прославившийся неоднозначными интерпретациями классики.

## Биография
Питер Селларс родился 27 сентября 1957 года в Питтсбурге (штат Пенсильвания, США) в состоятельной и интеллигентной семье (родители — продюсер на радио и преподаватель английского языка). Классической музыкой заинтересовался в раннем детстве. В возрасте пяти лет получил от отца в подарок дирижёрскую палочку и особый пульт, с которого «дирижировал» записями симфоний Людвига Бетховена в исполнении Артуро Тосканини. Другим увлечением мальчика была зоология, он подрабатывал в питтсбургском зоопарке и в Музее естественной истории, где его особо привлекали змеи. Был учеником в кукольном Lovelace Marionette Theatre, но в силу малого возраста (десять лет) был допущен до актёрской работы с куклами только на четвёртый год учёбы и долгое время его обязанности ограничивались подъёмом и опусканием занавеса.
В возрасте 18 лет, проживая в Париже, вступил в Международный Союз деятелей театра кукол — Union International de la Marionettes. Побывал на конгрессе этой организации в Москве, где на него сильное воздействие оказал театр Сергея Образцова и он познакомился с национальными традициями кукольного театра народов СССР.
Учился в элитной Академии Филлипса в Массачусетсе. Окончил Гарвардский университет в 1981 году. В юности испытывал большое влияние российского авангарда 20-х годов XX века: Владимира Маяковского, Велимира Хлебникова, Казимира Малевича, Всеволода Мейерхольда, Сергея Эйзенштейна (но дипломная исследовательская работа Селларса была посвящена последнему году творчества Константина Станиславского). Своим учителем в Гарварде режиссёр считает известного слависта Юрия Штридтера. В его выпускной постановке пьеса Уильяма Шекспира «Антоний и Клеопатра» разыгрывалась в плавательном бассейне. Ещё будучи студентом, поставил версию «Кольца нибелунга» Рихарда Вагнера для кукольного театра.

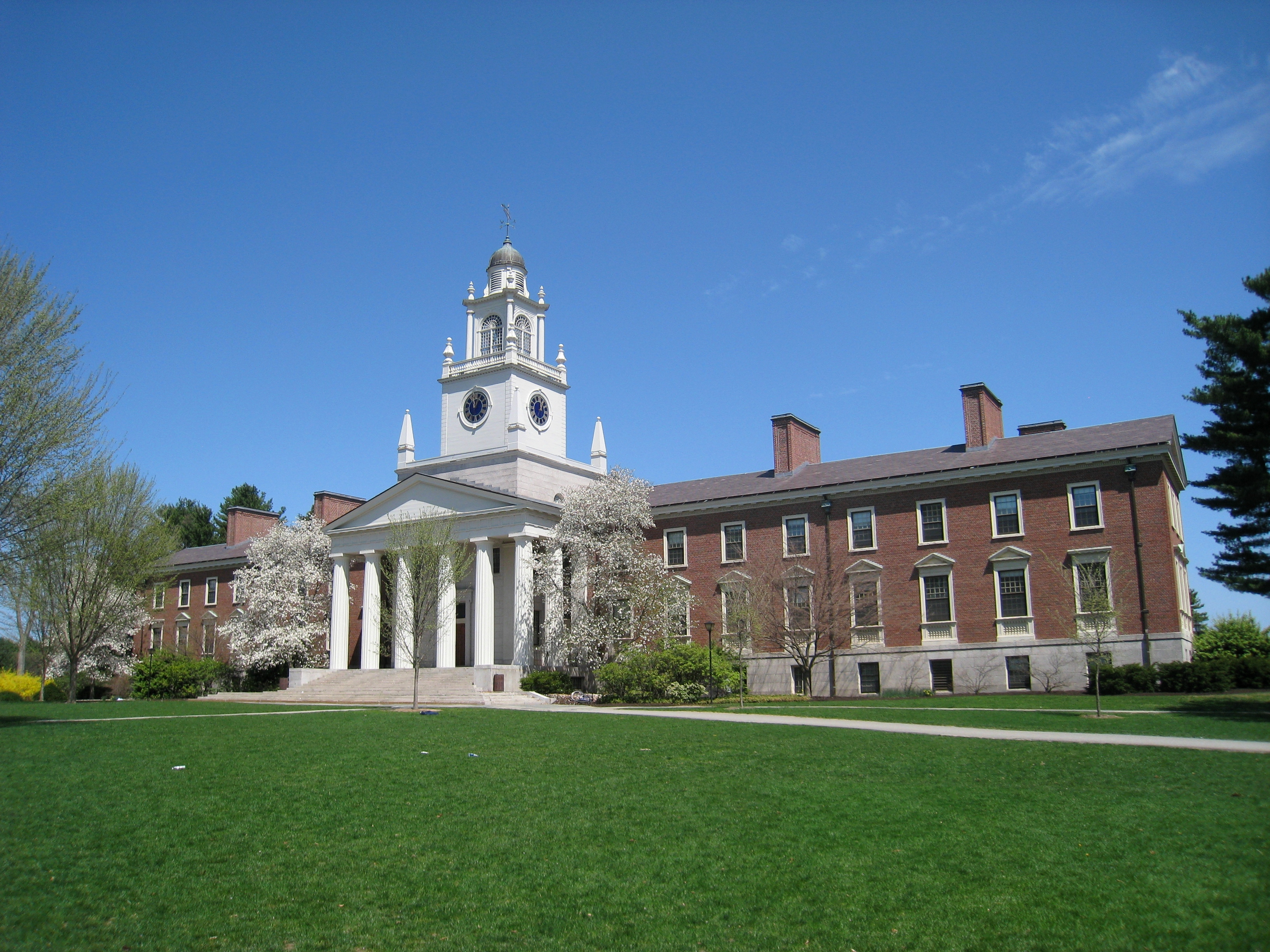
Академия Филлипса
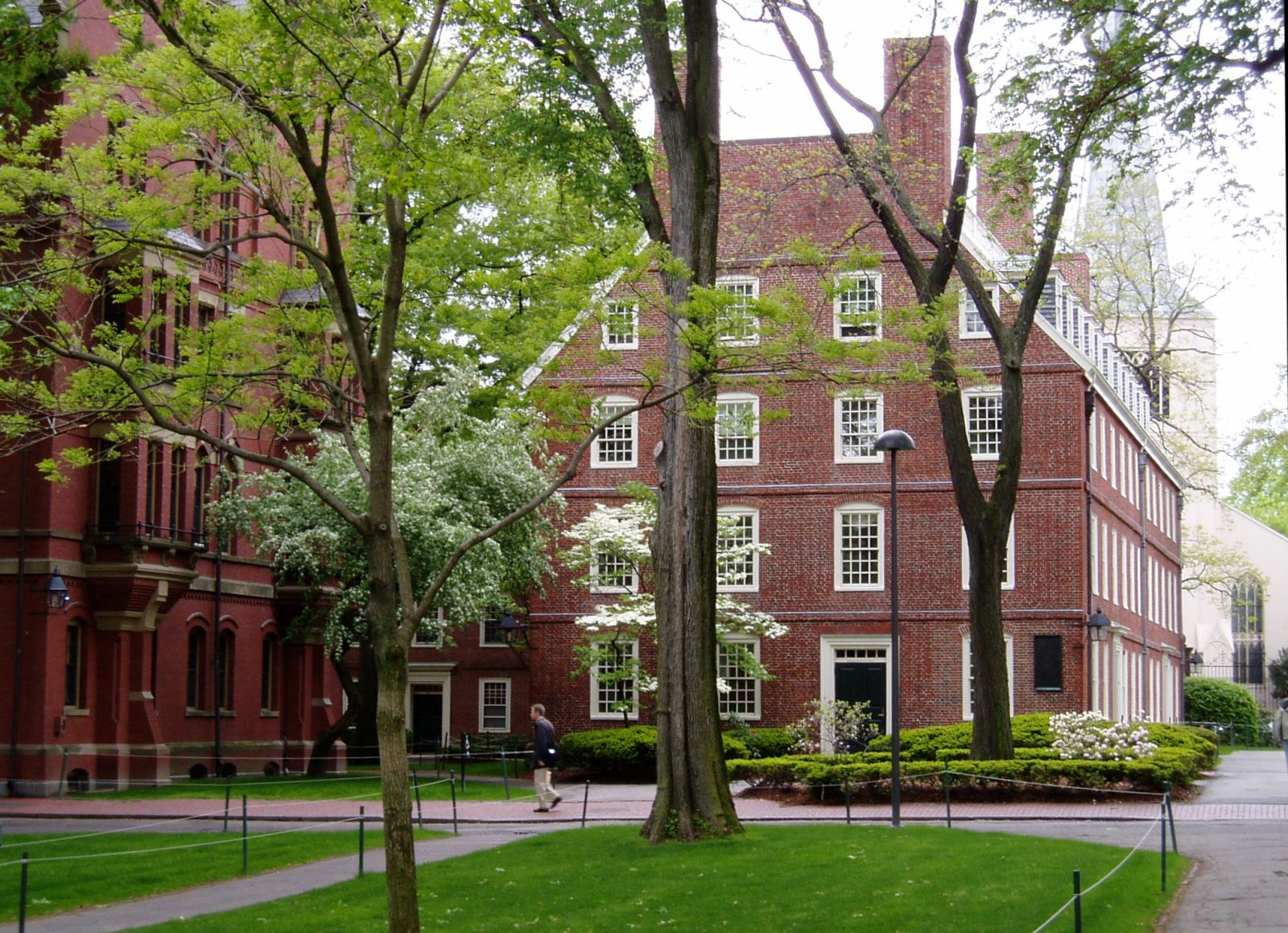
Гарвардский университет

После окончания колледжа Селларс путешествовал по Индии, Китаю и Японии с целью знакомства с азиатским театром.
В 26 лет стал режиссёром Американского Национального Театра в Вашингтоне.
Первым серьёзным опытом обращения к музыкальному театру опытом режиссёр считает свои полусценические постановки кантат И. С. Баха в церкви Святого Эммануила в Бостоне. Эта церковь предоставляла убежище бездомным, каждую субботу тут проходили встречи Общества анонимных алкоголиков. Церковь разрешила молодому режиссёру, не имеющему средств на аренду помещения, устроить здесь репетиционную базу и показывать постановки публике. Сам Селларс считает, что общение с этой аудиторией, которая становилась первым зрителем его постановок, изменило его взгляды на оперный театр.
Селларс осуществил постановки оперных спектаклей на сценах Метрополитен-опера, Королевского театра в Мадриде, Глайндборнского фестиваля, Мариинского театра, Пермского театра оперы и балета («Королева индейцев» Генри Пёрселла, эта незаконченная опера композитора стала совместной постановкой Пермского театра, Королевского театра в Мадриде и Английской национальной оперы), Лирической оперы Чикаго, Финской Национальной оперой, Парижской национальной оперы, Оперы Сан-Франциско. Ставил оперные спектакли для Зальцбургского фестиваля, для Международного фестиваля в Манчестере, для фестиваля «Звёзды белых ночей» в Санкт-Петербурге («Тристан и Изольда» Рихарда Вагнера в Концертном зале Мариинского театра), для музыкального фестиваля в Охай (Калифорния), Эдинбургского театрального фестиваля.
Работает с крупнейшими дирижёрами: Валерием Гергиевым, Эсой-Пекка Салоненом, Теодором Курентзисом, Уильямом Кристи, Густаво Дудамелем.
Интересными были признаны полусценические интерпретации режиссёром ораторий эпохи барокко, особый успех выпал на постановку оратории Г. Ф. Генделя «Феодора» (2000 год, дирижёр Уильям Кристи, Glyndebourne Festival Opera) и оратории И. С. Баха «Страсти по Матфею» с Берлинским филармоническим оркестром (2010 год, дирижёр Саймон Рэттл).
Питер Селларс был руководителем крупнейших фестивалей: Фестиваль искусств в Лос-Анджелесе (в 1990 и 1993 годах), фестиваль искусств в Аделаиде (Австралия, в 2000 году) и театральный фестиваль в Венеции (Италия, в 2003 году), New Crowned Hope (Вена, Австрия, 2006 год) в честь 250-летия В. А. Моцарта.
Режиссёр активно сотрудничает с современными композиторами. Он осуществил в разное время постановки опер Кайи Саариахо, Освальдо Голихова, Оливье Мессиана, Дьёрдя Лигети, Джорджа Крама, почти всех опер Джона Адамса.
Селларс продолжает работать над театральными постановками. В 1994 году он с успехом поставил «Венецианского купца» Шекспира в театре Бобиньи в Париже, а затем в 2009 году «Отелло», где все роли играли чернокожие артисты, только заглавного героя играл чиканос. Режиссёр намеренно пытался вызвать у зрителей ассоциации с судьбой Барака Обамы. Интересной была признана его постановка пьесы Тони Моррисон «Дездемона» в 2011 году. Идею пьесы писательнице предложил сам Селлерс. В ней история Отелло рассказывается с точки зрения Дездемоны. Действие постановки происходит во время африканского ритуала поминовения усопших и сопровождается хором малийских девушек.
Питер Селларс является профессором кафедры Мирового искусства и культуры Калифорнийского университета в Лос-Анджелесе. Является почётным членом Американской Академии искусств и наук.

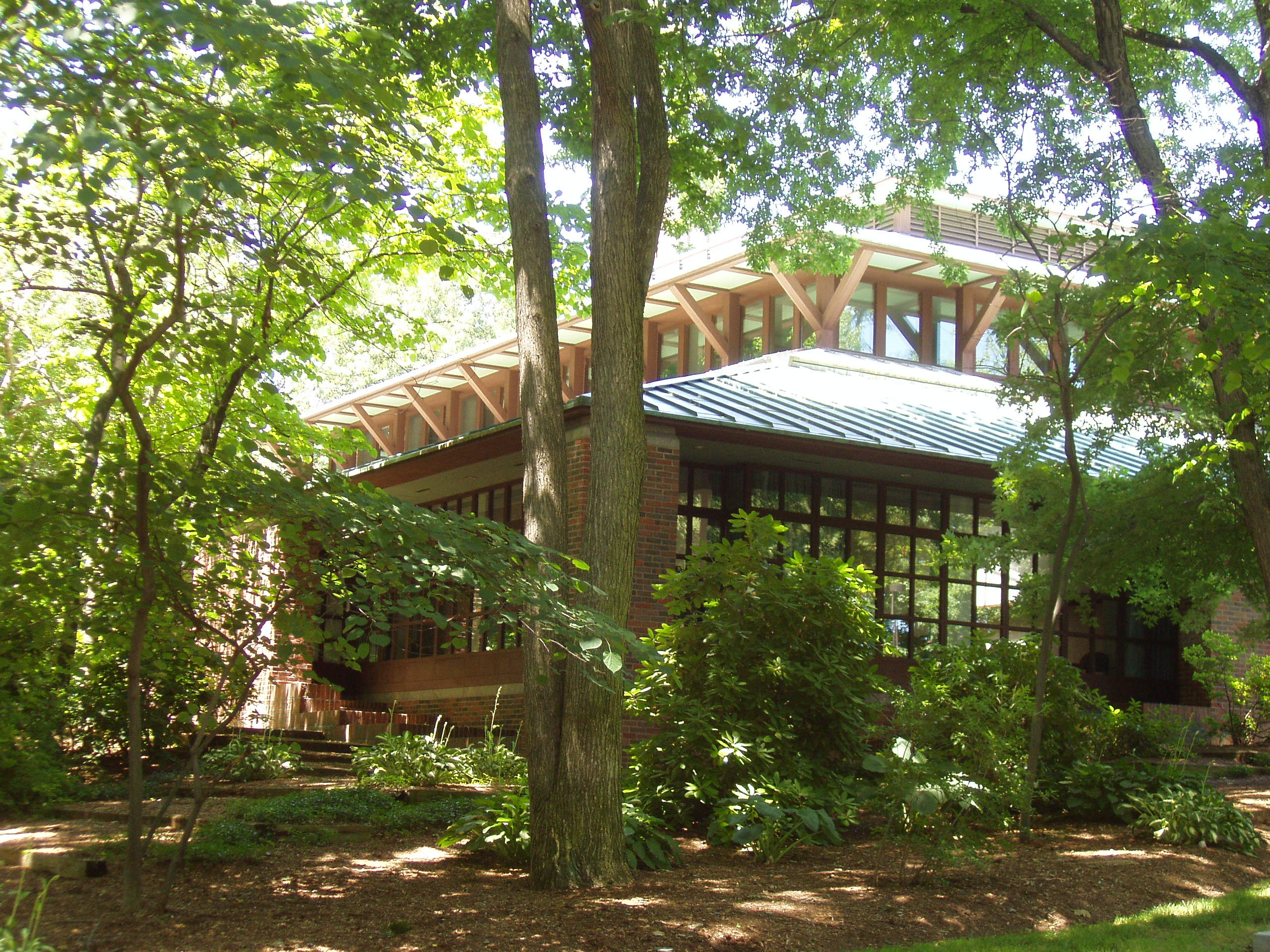
Американская академия искусств и наук, Кембридж, Массачусетс
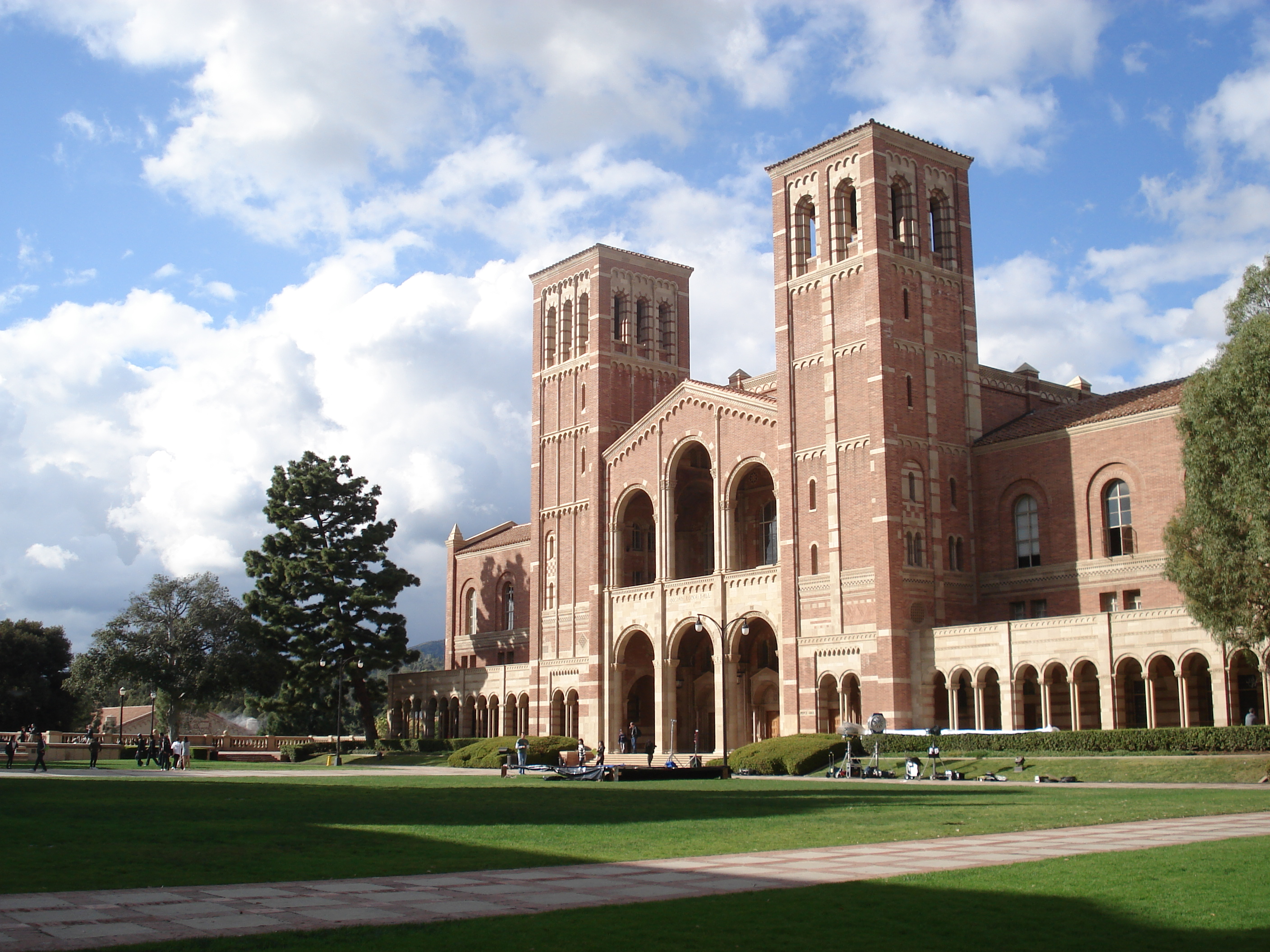
Калифорнийский университет в Лос-Анджелесе, самое старое здание, ставшее его символом

## Сотрудничество с Джоном Адамсом
Работа Селларса с композитором началась в 1985 году. Первым опытом их сотрудничества стала постановка в Хьюстоне в октябре 1987 года оперы «Никсон в Китае» («Nixon in China») на либретто Алисы Гудман о встрече Ричарда Никсона с Мао Цзэдуном, состоявшейся в феврале 1972 года. Она была копродукцией Houston Grand Opera, Бруклинской академии музыки, Нидерландской оперы и Вашингтонской оперы. Идея оперы принадлежит Селларсу, который предложил её ещё в 1985 году. Тогда Адамс встретил предложение неодобрительно, но затем оценил по достоинству. Сначала в мае 1987 года была представлена концертная версия и организована публичная дискуссия в антракте, копия либретто была предусмотрительно послана и самому бывшему президенту Никсону (продюсеры опасались негативной реакции на политическую трактовку событий в опере). Только после одобрительной реакции зрителей и официальных властей была показана уже готовая к тому времени сценическая версия. Позднее опера была представлена в Нью-Йорке и Вашингтоне, а также в оперных театрах Европы. В 1990 году Селларс сделал новую редакцию оперы, чтобы учесть изменение отношений США и Китая после событий на Тяньаньмэнь.
Следующим плодом сотрудничества Адамса и Гудман стала опера «Смерть Клингхоффера» («The Death of Klinghoffer») на сюжет о захвате круизного судна «Achille Lauro» палестинскими террористами 1985 году. Идея оперы снова была предложена Селларсом, он же выступил и в качестве режиссёра-постановщика. Спектакль стал копродукцией Королевского театра де ла Монне, Оперы Сан-Франциско, Лионской оперы, Лос-Анджелесского фестиваля, Глайнбурнского фестиваля, Бруклинской академии музыки. Премьера постановки Селларса состоялась в Королевском театре де ла Монне (Брюссель) в марте 1991 года. Хотя авторы заявляли о своей нейтральной политической позиции, в адрес Адамса, Селларса и Гудман раздавались обвинения в антисемитизме.
В 1995 году Селларс осуществил постановку оперы Адамса «I Was Looking at the Ceiling and Then I Saw the Sky». Действие оперы разворачивается после землетрясения в Лос-Анджелесе 1994 года. Герои оперы — представители различных общественных слоёв и этносов США.
Селларс в декабре 2000 года поставил премьеру следующей оперы Адамса «Младенец Христос» («El niño») в Театре Шатле в Париже. Питер Селларс выступил на этот раз в качестве соавтора либретто, автора идеи создания оперы и режиссёра-постановщика, ему же Адамс и посвятил саму оперу. Действие оперы в постановке происходит на фоне киноэкрана, на котором Рождество Христово соотносится с историей молодой пары латиноамериканцев и рождением их ребёнка, а волхвами оказываются бродяги. Опера исполняется на испанском и английском языках с вкраплением латинских текстов. В либретто Селларса были использованы произведения Хильдегарды Бингенской, Хуаны Инес де ла Крус, Габриэлы Мистраль, Розарио Кастелланос, Висенте Уидобро, Рубена Дарио.
Опера «Атомный доктор» («Доктор Атом»), поставленная в октябре 2005 года в Опере Сан-Франциско, повествует о событиях создания атомной бомбы. Она посвящена личности Роберта Оппенгеймера и рассказывает о его роли в осуществлении Манхеттенского проекта. Снова Селларс выступил в качестве либреттиста и режиссёра-постановщика, хотя начинала работу над либретто Алис Гудман, затем вышедшая из проекта в связи с несогласием с трактовкой событий. Большая часть текста оперы была взята из рассекреченных правительственных документов США и переписки между учеными, государственными деятелями и генералами, которые были вовлечены в проект. Использованы также были стихи Шарля Бодлера, Джона Донна, цитаты из Бхагавадгиты и традиционные песни индейцев-пуэбло.
В ноябре 2006 года состоялась премьера (в венском MuseumsQuartier Hall) оперы Адамса «A Flowering Tree» на сюжет южно-индийской легенды, напоминающей «Волшебную флейту» Моцарта. Селларс выступил в качестве либреттиста и режиссёра-постановщика.
Последнее по времени сотрудничество — «Евангелие от другой Марии» («The Gospel According to the Other Mary»). Премьера была подготовлена Лос-Анджелесским филармоническим оркестром под управлением Густаво Дудамеля. Премьера была дана 8 марта 2013 года в Лос-Анджелесе, а 20 марта показана на Люцернском музыкальном фестивале. Селларсу принадлежит либретто и постановка оперы. Кроме канонических текстов он использовал мемуары Дороти Дэй, сочинения Примо Леви, Рубена Дарио, Розарио Кастелланоса и других поэтов.

## Работа в кино
Режиссёр испытывает интерес к художественному кино. В 1987 году он снялся в фильме Жана-Люка Годара «Король Лир» (в этом фильме выступил и как сценарист, но в титрах не указан). В том же году он сыграл эпизодическую роль Гостя в фильме Джона Эвилдсена «С Новым годом».
Селларс неоднократно появлялся в эпизодических ролях в телесериалах: «Уравнитель» (The Equalizer, в роли Woody, 1 эпизод, 1988 год), «Полиция Майами: Отдел нравов» (в роли Dr. Ohara, 1 эпизод, 1985 год), где режиссёры эксплуатировали его необычный имидж.
В 1991 году Питер Селларс снял фильм «Кабинет доктора Рамиреса» (копродукция Франции, Германии, США и Великобритании) с участием Михаила Барышникова, сыгравшим роль сомнамбулы Сезара. В создании фильма приняли участие и другие культовые фигуры: музыка к фильму принадлежит Джону Адамсу (которая дополняется мелодиями Тибета), главную женскую роль сыграла Джоан Кьюсак, главную мужскую — Питер Галлахер, художником-постановщиком фильма выступил Георгий Цыпин, оператором Дэвид Уоткин, одним из продюсеров стал Дэвид Линч. Сам фильм является вольной интерпретацией классического сюжета фильма Роберта Вине «Кабинет доктора Калигари» (Германия, 1920 год). Действие фильма перенесено в современность, оно происходит на Манхеттене во время финансового кризиса. Отдавая дань немому оригиналу, персонажи фильма не произносят ни одного слова, передавая друг другу по ходу действия только пророческие записки сомнамбулы, которые и выполняют роль немногочисленных титров к фильму. Фильм был представлен на кинофестивале «Сандэнс», на Стокгольмском международном кинофестивале и участвовал в конкурсной программе этого фестиваля в номинации Лучший режиссёр. Сам Селлерс так описывает фильм:

«Фильм состоит из ряда параллельных эпизодов, которые будут по-разному интерпретированы каждым зрителем. Они связаны миром чистого цвета, звука, света, эмоций и человеческого присутствия».
Фильм вызвал интерес кинокритиков, но широкая аудитория его проигнорировала.
Селларс принимал участие в съёмках эпизода телесериала «Independent Lens» (2008 год), где выступил с рассказом о постановке оперы Джона Адамса «Атомный доктор».
Творчеству Питера Селларса посвящён документальный фильм «Питер Селларс: портрет» (Россия, Канада, 1998 год, режиссёр Марина Голдовская). Селларс был одним из художественных руководителей международного кинофестиваля в Теллуриде.

## Особенности творчества
Для Селларса характерен экспериментальный, часто шокирующий зрителя, подход к оперным и театральным постановкам. Он свободно переносит действие пьесы или оперы в настоящее время или даже в будущее, осовременивает её содержание. За это он неоднократно подвергался критике, в том числе и со стороны самих композиторов, оперы которых он ставил. Так Дьёрдь Лигети резко негативно оценил постановку своей оперы «Le Grand Macabre» в Зальцбурге в 1997 году. Вместе с тем у прессы возникло подозрение, что критикой постановки композитор (в ходе репетиций находившийся в зале и не выражавший недовольства) пытался привлечь повышенное внимание к ней. Восторженные отзывы о постановках своих опер «Любовь издалёка» и «Альма Матер» режиссёром дала Кайя Саариахо.
Вот что утверждает сам Питер Селларс о своём творчестве:

«Я хочу сохранить интимность, нежность, поэзию, особенно в век интернета, когда люди в наше время прикасаются только к пластиковым клавишам на компьютере. В музыке интимность кажется мне особенно важной, когда человек, например, касается пальцем струны лютни. Это напряжение так чувственно, так красиво, пробуждаются ощущения, и ты чувствуешь эту невероятную интимность прикосновения. Поэтому для меня очень важно то, как персонажи касаются друг друга на сцене, как возникает истинный человеческий контакт. Не только момент прикосновения, но и эмоции, которые разделяют люди».

## Работа с российскими театрами
- «Тристан и Изольда» Рихарда Вагнера. В 2003 году дирижёр Эса-Пекка Салонен выступил с проектом необычной постановки оперы. К проекту в качестве режиссёра подключился Питер Селларс. Видеоинсталляция была заказана Биллу Виоле[24]. Она была создана Студией Билла Виолы в сотрудничестве с Парижской Национальной оперой, Филармонической ассоциацией Лос-Анджелеса, Линкольн-центром, Галереей Джеймса Кохана и Haunch of Vension (London). Премьера состоялась в 2004 года в Walt Disney Concert Hall (Лос-Анджелес)[25], а затем в апреле 2005 года в Париже в Opera de Bastille. Зрелищность действия была сведена к минимуму, темп движений артистов замедлен, само действие проходило на фоне образов огня и воды, использованных в гигантской инсталляции. С осени 2005 года спектаклями стал дирижировать вместо Салонена Валерий Гергиев, который привлёк солистов, оркестр и хор Мариинского театра. В этой версии спектакль был показан в Роттердаме. В 2008 году два спектакля постановки прошли с большим успехом в Концертном зале Мариинского театра. Главные партии исполняли Гари Леман, Сьюзен Фостер и Рене Папе. Для исполнения в Санкт-Петербурге была сделана упрощенная полусценическая версия постановки Селларса[26]. Питер Селларс специально для буклета к спектаклю в Санкт-Петербурге подготовил собственное изложение сюжета оперы, отличающееся от традиционного[27].
- «Иоланта» Петра Чайковского и «Персефона» Игоря Стравинского. Копродукция 2012 года Королевского театра в Мадриде с Большим театром. Дирижёр — Теодор Курентзис, Художник-постановщик — Георгий Цыпин. Предполагалось, что сначала постановка пройдёт в Мадриде, а затем будет показана на московской сцене в 2014 году. «Иоланта» была поставлена предельно аскетично, персонажи одеты в одежду чёрного цвета современного покроя. «Персефона» трактовалась как мистерия, к её исполнению была привлечена труппа танцоров из Камбоджи. Обе оперы шли в одних и тех же декорациях[28].
- «Королева индейцев» Генри Пёрселла в Пермском театре оперы и балета имени П. И. Чайковского. Дирижёром и художественным руководителем постановки выступил Теодорос Курентзис, художником-постановщиком — Гронк. Питеру Селларсу принадлежит новая концепция оперы[29]: вокальные номера с оригинальным текстом Джона Драйдена дополняются декламацией отрывков из романа современной писательницы из Никарагуа Розарио Агиляр «Затерянные хроники terra firma». В незаконченная композитором оперу включены другие самостоятельные светские и духовные произведения Пёрселла. Спектакль удостоен двух Золотых масок. В 2013 году в номинации «Событие года» он стал лауреатом российской театральной премии Casta Diva.

## Награды
- 1983 год. Стипендия Мак-Артура за творческую деятельность и высокий творческий потенциал.
- 1998 год. Премия Эразма за сочетание европейских и американских традиций в оперных и театральных постановках.
- 2005 год. The Dorothy and Lillian Gish Prize за «выдающийся вклад в понимание жизни и красоты мира»[30].
- 2014 год. Polar Music Prize (иногда называется Музыкальной нобелевской премией, денежное содержание премии — 1 000 000 шведских крон).
- 2015 год. Золотая маска за лучший оперный спектакль и лично Питеру Селларсу за лучшую режиссуру оперного спектакля («Королева индейцев» Генри Пёрселла)[31].

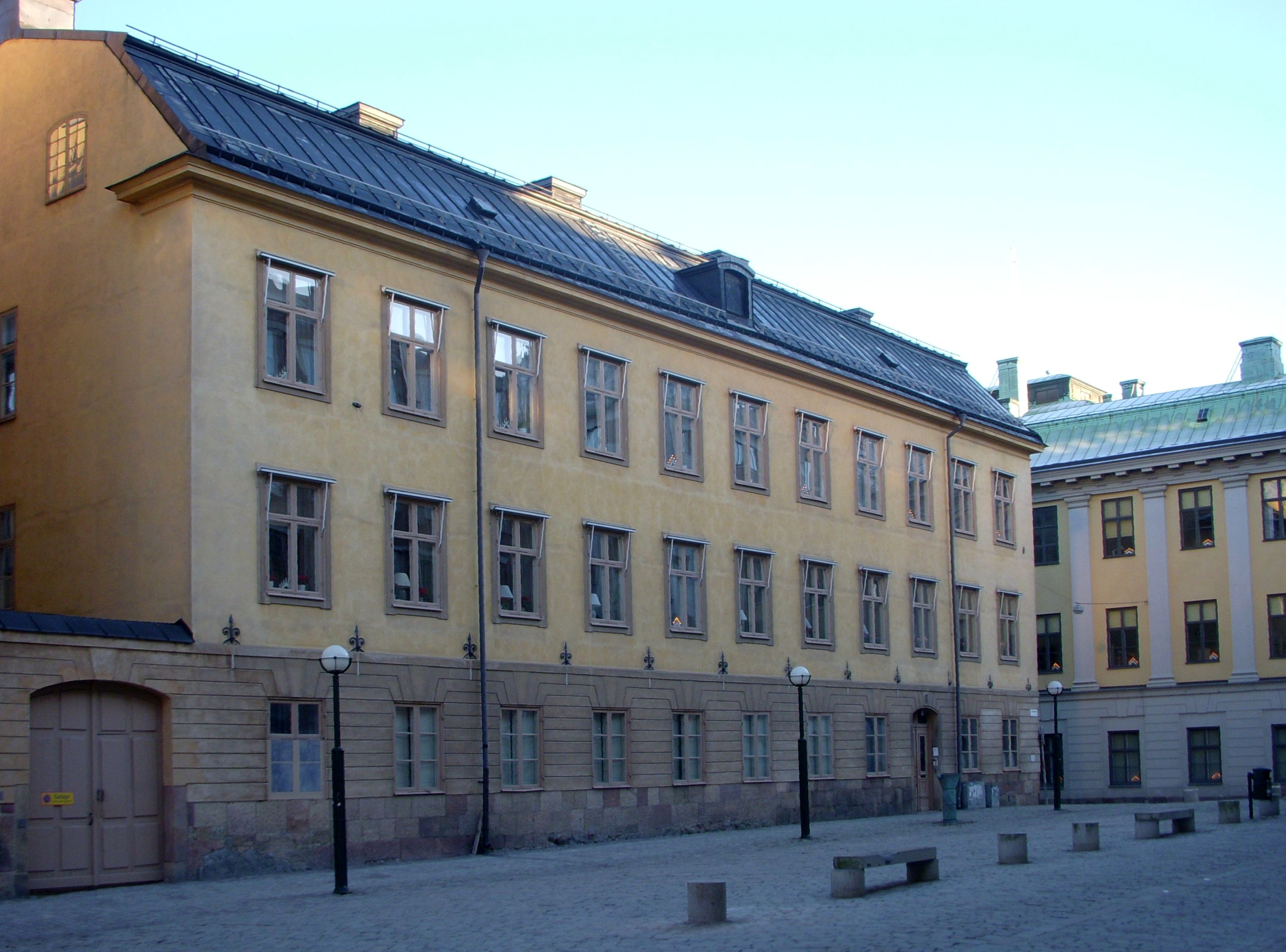
Шведская Королевская Академия музыки, вручающая Polar Music Prize
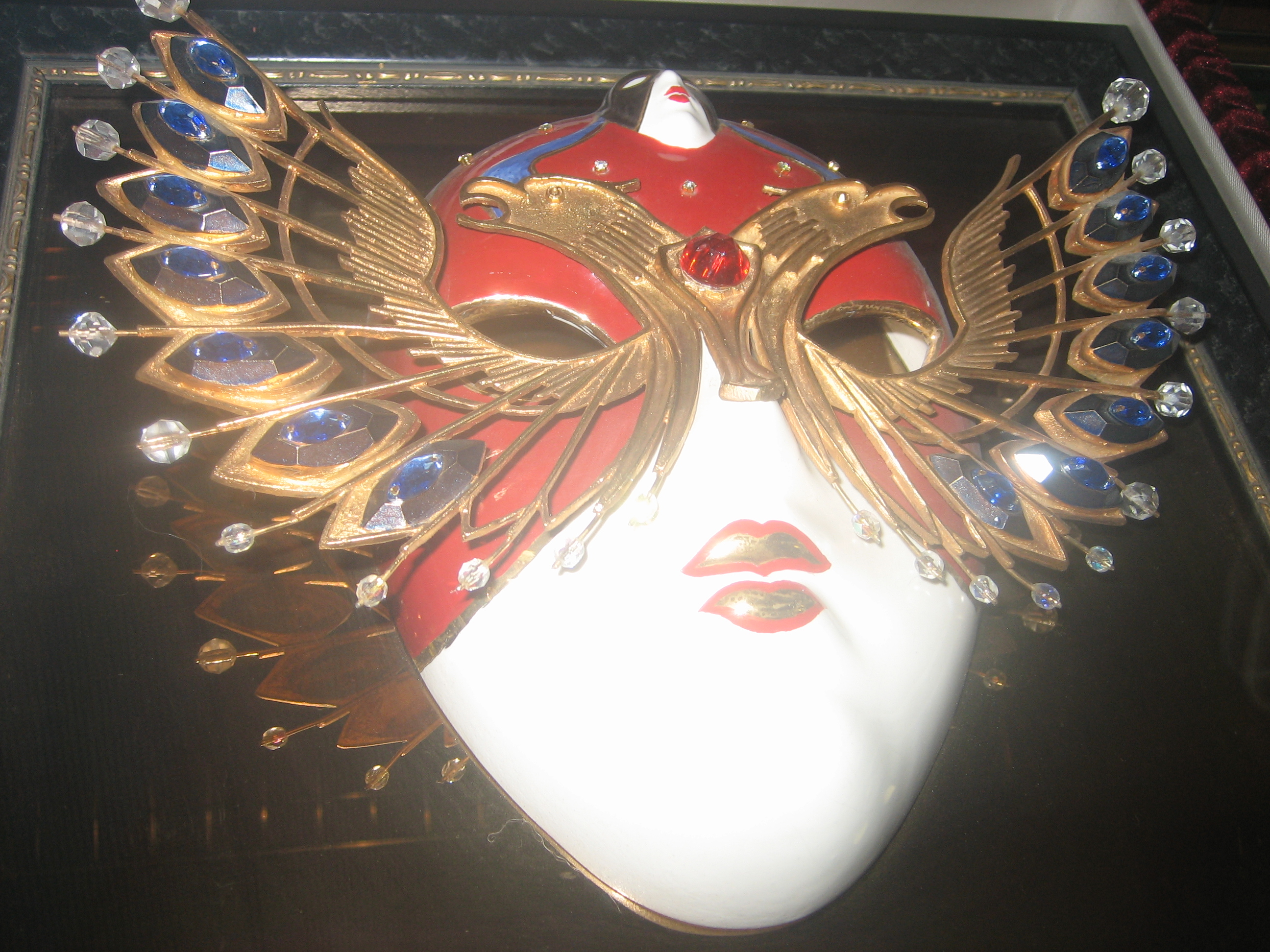
Золотая маска

## Интересные факты
- Режиссёр утверждает, что каждый день просматривает американские СМИ The New York Times и Democracy Now, британскую газету Guardian и французскую — Le Monde diplomatique, чтобы иметь не только информацию о событиях в мире, но и широкий спектр мнений о них.[источник не указан 282 дня]
- Питер Селлерс любит посещать секонд-хэнды, приобретая там для себя и своих друзей необычные и странные предметы гардероба, в первую очередь сорочки.
- Режиссёр любит шокировать окружающих своим необычным внешним видом[32]:

«Питер Селларс известен своей экстравагантностью. Я обратил внимание на необычно одетого человека ещё за несколько дней до спектакля-концерта. Он был в чём-то невообразимом и весь закутан огромной шалью до пола, которую носят очень старые бабушки, когда им холодно. Всё его одеяние (несвежая и пёстрая рубашка и жилет) было покрыто огромными и невероятно длинными бусами, а на голове красовалось нечто похожее на вертолётную площадку — это и был Селларс».
- Хобби режиссёра — путешествия. Особое впечатление на него произвела Индия[2]:

«Когда мне был двадцать один год, я поехал в Индию и в шесть часов утра на берегах Ганга в городе Варанаси (Священном городе) моя жизнь изменилась. В шесть часов утра. Это город, где сжигают трупы, где крематорий и дым. Мертвые тела плывут по реке и в то же самое время люди приносят сюда своих младенцев мыться. Младенцы рядом с телами мертвых, и небо темно от дыма крематория, и стервятники кружат над рекою, выискивая плоть. И ты — там, в начале и конце мира одновременно».
- Показали в мультсериале Симпсоны (сезон 29) серия 2 «Спрингфилдское великолепие»